# شريان زجاجي
شريان زجاجي (بالإنجليزية: Hyaloid artery)‏‏ هو شريان يتفرعُ من شريان شبكي مركزي.

## مساره
الشريان الزجاجي   يختفي  بعد الولادة, حيث أن ضموره عادة ما يكون كاملاً قبل الولادة، ولكن البقايا التشريحية للنظام الهيالويد قد تظهر على شكل نقطة  في كبسولة العدسة الخلفية في القرص البصري, ويحدث ذلك عند 3% من الأطفال المولودين في الوقت الطبيعي و95% من الأطفال الخدج.